# Sandjöchl
Sandjöchl / Passo del Santicolo är ett bergspass på gränsen mellan Tyrolen i Österrike och Sydtyrolen i Italien.